# Соломонс (Мериленд)
Соломонс (енгл. Solomons) насељено је место без административног статуса у америчкој савезној држави Мериленд.

## Демографија
По попису из 2010. године број становника је 2.368, што је 832 (54,2%) становника више него 2000. године.
| Група             | 2000.         | 2010.         |
| Белци             | 1.386 (90,2%) | 2.091 (88,3%) |
| Афроамериканци    | 102 (6,6%)    | 166 (7,0%)    |
| Азијати           | 8 (0,5%)      | 38 (1,6%)     |
| Хиспаноамериканци | 12 (0,8%)     | 35 (1,5%)     |
| Укупно            | 1.536         | 2.368         |